# Кориша
Кориша (алб. Korishë) је насељено место у општини Призрен на Косову и Метохији. Према попису становништва из 2011. у насељу је живело 5.279 становника.

## Положај
Атар насеља се налази на територији катастарске општине Кориша површине 1478 ha. Село се налази у Призренском подгору.

## Историја
Насеље се први пут помиње 1348. године, у Арханђеловској повељи. Преподобни Петар Коришки је овде рођен. Познат је и његов ујак Марко Коришки. Током Другог светског рата у селу Кориши код Призрена, Албанци су порушили српску цркву Светог Петра из 14. века.
У Кориши је у 18. веку био парох поп Стојан. Ту су живели Срби, Албанци и Турци између два светска рата.
Постојала је основна школа са учитељима од којих су познати: Шућри Галиб (1926), Живојин Трифуновић (1927), Сељман(овић) Абаз (1929), Живко Моравчевић (1937).

### Сакрални објекти
- Манастир Свети Марко Коришки - Најзначајнији сакрални објекат у Кориши је манастир Св. Марко Коришки. Према сачуваном запису, манастирска црква је саграђена 1467. године. За све време турске владавине манастир је остао неразрушен, а са звоника манастирске цркве огласила су се прва звона по ослобођењу призренског краја од Турака. Једно време манастир је био запустео. Зна се да је у 18. веку манастир био обновљен и насељен, и да се у његовој библиотеци налазила знатна збирка старих књига и рукописа. Ту се чувао и препис Душановог законика, тзв. призренски препис, који се сматра најпотпунијим и најближим оригиналу из 1349. године. Данас се овај препис налази у Народном музеју у Београду.
- Испосница Светог Петра Коришког - На брду изнад манастира налази се Испосница Св. Марка Коришког која је тешко приступачна. Испосница потиче из 13. века.
- Рушевине цркве Свете Богородице-Свете Пречисте - Рушевине цркве посвећене Богородици налазе се неколико стотина метара на исток од испоснице Светог Петра Коришког, у народу познате као „црква сестре Петра Коришког“.
- Црква Светог Петра - Цркву Св. Петра подигао је хиландарски старац Григорије, економ једног хиландарског метоха. По завршетку градње, цркву је 19. маја 1343. године даровао краљу и цару Стефану Душану за привремено седиште митрополита који ће руководити градњом Душанове задужбине — манастира Св. Арханђела код Призрена. Године 1885. Турци су порушили цркву и од њеног материјала направили џамију и турску школу у Кориши. Црква је обновљена након Првог балканског рата и ослобођења 1912. године, али је већ у Првом светском рату поново срушена. Други пут је обновљена 1930. године, али су је Албанци коначно срушили 1941. године. Шездесетих година откопани су и конзервирани њени темељи, и том приликом су пронађени делови фресака изузетне уметничке вредности.
- Остаци цркве Светог Николе у Кориши - У селу постоје остаци цркве Св. Николе, у којој је 1860. године пронађена повеља цара Стефана Душана којом оснива манастир Св. Арханђела код Призрена.
- Црква Светог Ђорђа - У центру села на гробљу постоје рушевине једноставне једнобродне цркве посвећеној Светом Ђорђу.
- Црква Пресвете Богородице код Врела - На крајњем источном делу села Корише у засеоку Врело (које је можда средњовековно Бусино) налази се једнобродна црква покривена каменим плочама. Није познато када је сазидана, али је сликарство из 16. или 17. века у апсиди добрим делом очувано. Преправке архитектуре везују се за 18. и 19. век као и на околним манастирима Св. Марку Коришком и Св. Тројици у Мушутишту.[4]

## Становништво
Према попису из 2011. године, Кориша има следећи етнички састав становништва:
| Националност | 2011.          |
| Албанци      | 5.278 (99,98%) |
| други        | 1 (0,02%)      |
| Укупно       | 5.279          |

| Демографија | Демографија | Демографија |
| Година      | Становника  | Становника  |
| ----------- | ----------- | ----------- |
| 1948.       | 864         |             |
| 1953.       | 998         |             |
| 1961.       | 1.236       |             |
| 1971.       | 1.980       |             |
| 1981.       | 3.085       |             |
| 1991.       | 4.065       |             |
| 2011.       | 5.279       |             |